# 欽切羅斯
欽切羅斯（西班牙語：Chincheros），是秘魯的首府，位於該國南部阿普里馬克大區，處於庫斯科以北約30公里，是欽切羅斯省的首府，海拔高度3,772米，每年平均降雨量453毫米。
13°31′22″S 73°43′42″W / 13.52278°S 73.72833°W